# Il vergine
Il vergine (Le départ) è un film del 1967 diretto da Jerzy Skolimowski.
La pellicola, di produzione belga, vinse l'Orso d'oro al Festival internazionale del cinema di Berlino.
Il film, riconducibile al filone della Nouvelle Vague, è ricordato anche per la sua colonna sonora a tinte jazz del compositore Krzysztof Komeda, polacco come il regista.

## Trama
Marc, un giovane parrucchiere di Bruxelles appassionato di auto sportive, vuole partecipare ad una gara automobilistica. Un amico lo aiuta ad esercitarsi utilizzando l'auto del loro principale che però, proprio nel fine settimana in cui è prevista la corsa, lascerà la città. Marc deve dunque procurarsi a tutti i costi una Porsche 911 S oltre a trovare il necessario per l'iscrizione. 
Inizia così una frenetica corsa contro il tempo nella quale è disposto a qualsiasi cosa pur di raggiungere lo scopo. L'incontro casuale con Michèle è destinato però a cambiare le sue prospettive. All'inizio anche lei rientra nel suo disegno e lo asseconda in tutto arrivando addirittura, in preda alla disperazione, ad aiutarlo nel rubare un'auto, poi restituita per via di un cane. 
Il caso vuole che poi il suo capo torni anzitempo dalla sua prevista uscita con l'auto, dando a Marc nuovamente la possibilità di partecipare alla corsa, per la quale istruisce anche Michèle per fargli da navigatore. 
Quando devono riposarsi e prendono una stanza in un hotel, Michèle si addormenta mostrandogli foto di lei bambina. Turbato dalla presenza della bella ragazza, Marc passa una notte tormentata, e al mattino, mentre già rombano i motori delle auto per la gara, si trattiene in camera ripensando forse alle sue priorità.

## Distribuzione
In Italia il film è stato distribuito in DVD dalla Movies Inspired. Il doppiaggio italiano presenta sensibili differenze di contenuto rispetto all'originale francese.

## Riconoscimenti
- 1967 - Festival di Berlino
  - Orso d'oro
  - Premio UNICRIT